# ديان إيفانوف
ديان إيفانوف (بالبلغارية: Деян Иванов)‏ مواليد 18 مارس 1986 في فارنا، هو لاعب كرة سلة بلغاري. بدأ مسيرته الاحترافية في سنة 2003. يلعب في الدوري التركي لكرة السلة.

## المسيرة الاحترافية
لعب مع أفتودور ساراتوف في موسم 2004–2005، ثم لعب مع إشبيلية في الدوري الإسباني في سنة 2006، ثم لعب مع منورقة لكرة السلة في موسم 2006–2007، ثم لعب مع سبليت في موسم 2007–2008، ثم لعب مع زادار في موسم 2008–2009، ثم لعب مع سوتور باسكت مونتيجرانارو من سنة 2009 إلى 2012، ثم لعب مع ليتوفوس رايتس في موسم 2012–2013، ثم لعب مع بالاكانسترو فاريزي في الدوري الإيطالي في سنة 2013.

## روابط خارجية
- ديان إيفانوف على موقع الاتحاد الدولي لكرة السلة (الإنجليزية)
- ديان إيفانوف على موقع الدوري الإسباني لكرة السلة (الإسبانية)
- ديان إيفانوف على موقع كرة السلة الأوروبية.كوم (الإنجليزية)
- ديان إيفانوف على موقع ريلجم (الإنجليزية)
- ديان إيفانوف على موقع بروبوليرز (الإنجليزية)
- ديان إيفانوف على موقع سبورتس رفرنس (الإنجليزية)